# Хабеша
Хабеша или абисси́нцы (Геэз: ሐበሻ Ḥabaśā, амх.  (H)ābešā, тигринья  Ḥābešā; араб. الحبشة‎ [al-Ḥabašah) — южная группа семитоязычных народов, чьи культурные, языковые, а в некоторых случаях и родовые истоки восходят к народам, которые правили Аксумским царством и царством Даамат.
Народы, называемые «хабеша», сегодня включают в себя этнические группы Эфиопии и Эритреи: амхара, тиграй-тигринья и тигре, в основном — восточные христиане (Эфиопская православная церковь), за исключением преимущественно мусульманского народа тигре. Национальности амхара и тиграй составляют около 33 % населения Эфиопии (около 24,6 млн амхара и 5,5 млн тигре), а тигринья и тигре в совокупности составляют 85 % (55 % и 30 % соответственно) населения Эритреи (около 5 из 5,9 млн). Более широкое определение этого термина включает сегменты семитоязычных народов гураге на юго-западе и народов харари на востоке и юго-востоке, благодаря их сильным историческим связям с амхара и тигре.
В самом широком смысле слова хабеша (абиссинец) может относиться к любому жителю Эфиопии или Эритреи.